# Enough Said
Az Enough Said Aaliyah amerikai énekesnő dala, melyben Drake kanadai rapper is közreműködik. A dalt még azelőtt vették fel, hogy Aaliyah 2001 augusztusában repülőszerencsétlenségben meghalt. Drake 2012-ben fejezte be a dalt Noah "40" Shebib producer segítségével. A dal 2012. augusztus 5-én jelent meg a Blackground kiadó Soundcloudján, és a 48. helyet érte el az amerikai Billboard slágerlistán. Augusztus 21-én küldték el az urban contemporary és rhythmic rádióadóknak az Egyesült Államokban.

## Háttere
Aaliyah halála után számos korábban kiadatlan dala megjelent a 2002-ben kiadott I Care 4 U albumon, köztük a Miss You, a Don’t Know What to Tell Ya és a Come Over. 2005-ben megjelent az Ultimate Aaliyah című kétlemezes válogatásalbum, melynek első CD-jén Aaliyah nagy slágerei szerepeltek, a másodikon olyan dalok, melyek korábban csak filmzenealbumokon vagy Aaliyah közreműködő partnere, Timbaland stúdióalbumain jelentek meg. Ezt követően hét évig nem jelent meg újabb kiadvány Aaliyah zenéjével, bár régóta terveztek újabb posztumusz albumot. 2012 augusztusában megjelent az Enough Said, Drake és Noah Shebib közreműködésével. Jomo Hankerson, a Blackground Records egyik alapítója és Aaliyah unokatestvére így nyilatkozott a dalról: „Az Enough Said kicsit hamarabb jött, mint számítottunk rá, ezért még nagyon az elejét képezi a kreatív folyamatnak. Már megjelent egy felvétel, miközben a projekt még folyamatban van.”

## Fogadtatása
Az Enough Said vegyes kritikákat kapott, a legtöbben úgy vélték, Drake szerepeltetése teljesen szükségtelen. Jessica Sager, a PopCrush munkatársa szerint „a dal klasszikus Aaliyah-dal, az énekesnőre jellemző lágy hanggal”, de „egyesek szerint hiányoznak azok a tényezők, amelyek valóban klasszikus Aaliyah-dallá tennék: Timbaland és Missy Elliott.” Robbie Daw az Idolator weboldalon csalódását fejezte ki afelett, hogy Drake is szerepel a dalban. „Értjük, Drake, most te vagy a menő. De ez nem az a fajta tisztelgés Aaliyah emléke előtt, amit hallani szerettünk volna.” A The Huffington Post cikke megjegyezte, hogy az Aaliyah-rajongók a Twitteren csalódottak voltak, nemcsak mert Drake szövege nem tetszett nekik, hanem azért is, mert ő dolgozott a dallal Timbaland vagy Missy Elliott helyett. Jody Rosen a Rolling Stone-tól ezt írta: „Aaliyah rajongói durván reagáltak az Enough Said megjelenésére, melyben új ritmust és valami Drake-féle szövegelést oltottak az elhunyt énekesnő énekébe. Drake szövege megszentségtelenítésnek érződik: lekezelő dicsekvés, értelmetlen „mizu?”-k kerültek a dalba, mint giccses graffiti-tagek.”

## Helyezések
| Slágerlista (2012)                                    | Legmagasabb helyezés |
| ----------------------------------------------------- | -------------------- |
| USA Billboard R&B and Hip-Hop                         | 48                   |
| Hollandia (Urban Top 100 Chart)                       | 12                   |
| Németország, Deutsche Black Charts (Media Control AG) | 12                   |